# Lezam
Der Lezam ist ein Trainingsbogen aus Indien.

## Beschreibung
Der Lezam diente indischen Bogenschützen als Trainingsgerät, um ihre Fähigkeiten beim Spannen des Bogens zu erhöhen. Der Bogenkörper besteht aus Metall oder Walknochen, die Einzelstücke sind mit Nieten zusammengefügt. Als Bogensehne dient eine starke Eisenkette, an der kleine Metallstücke befestigt sind. Etwa in der Mitte der Kette ist ein rundes Metallstück angebracht, das als Griffstück dient. Die kleinen Metallstücke an der Kette erzeugen beim Training einen klingelnden Ton. Dies diente dazu, einem Vorgesetzten anzuzeigen, wann ein Auszubildender das Training unterbrach, da dann das Klingelgeräusch aufhörte. Außerdem erhöhten sie das Gewicht des Bogens.